# دورا شتوك
دورا شتوك (بالألمانية: Dora Stock)‏ هي رسامة وملحنة ألمانية، ولدت في 6 مارس 1760 في نورنبرغ في ألمانيا، وتوفيت في 30 مارس 1832 في برلين في ألمانيا.

## روابط خارجية
- دورا ستوك على موقع ميوزك برينز (الإنجليزية)
- دورا ستوك على موقع ديسكوغز (الإنجليزية)